# بزرك بن شهريار
بزرگ بن شهریار الرام هرمزي (ت. بعد 340 هـ / 956 م) هو قبطان سفينة تجارية ورحالة ، من أهل خوزستان.
ينسب إليه كتاب «عجائب الهند بره وبحره و جزايره». وقيل أن هذه النسبة خاطئة، وأن الكتاب من تأليف موسى بن رباح الاوسي السيرافي.